# Seleuco V Filómetor
Seleuco V Filómetor (? — 125 a.C.) foi um pretendente ao reino do Império Selêucida, por um breve tempo.

## Família
Demétrio II Nicátor e Cleópatra Teia tiveram dois filhos, Seleuco V e Antíoco Gripo. Demétrio II era filho de Demétrio I Sóter. Cleópatra Teia, filha de Ptolemeu VI Filómetor, havia sido casada com Alexandre Balas, e, depois de Demétrio, casou-se com seu irmão Antíoco VII Sideta, com quem teve um filho, Antíoco IX de Cízico. Na Batalha de Antioquia (145 a.C.), no quarto ano da 158a olimpíada, morreram Alexandre Balas e  Ptolemeu VI Filómetor, mas Demétrio II Nicátor sobreviveu.

## Breve reinado
Demétrio II, durante seu cativeiro de dez anos entre os partas, havia se casado com Rodoguna, e foi morto por Cleópatra Teia. De acordo com outra versão, Ptolemeu Fiscão instalou Alexandre Zabinas como rei da Síria; Demétrio foi derrotado em uma batalha perto de Damasco, tentou fugir para Tiro, que recusou sua entrada, e foi morto ao tentar escapar de barco, no primeiro ano da 164a olimpíada.
Após Alexandre Zabinas haver derrotado Demétrio e se tornado rei da Síria, Seleuco colocou o diadema real, sem a permissão de sua mãe, e ela o assassinou. Seleuco V tornou-se rei, mas foi assassinado por sua própria mãe com uma flecha, porque ela temia que ele vingasse o pai, ou porque ela havia se tornado louca e passou a odiar todo mundo.

## Sucessão
Seu sucessor foi seu irmão Antíoco VIII Filómetor (também conhecido como Antíoco Gripo). Antíoco VIII Filómetor foi indicado por sua mãe para tornar-se rei da Síria. Alexandre Zabinas, que havia se tornado rei com apoio de Ptolemeu VIII Evérgeta II, passou a desrespeitar Ptolemeu e este, casando sua filha Trifena com Antíoco VIII Gripo, ajudou Gripo a conquistar o trono da Síria.
Cleópatra Teia tentou matar Antíoco VIII dando uma bebida envenenada, mas Antíoco forçou-a a beber e morrer do próprio veneno.